# RPK-6 Vodopad
RPK-6 Vodopad (ryska: Водопад, ”vattenfall”) och RPK-7 Veter (ryska: Ветер, ”vind”) är två robotsystem utvecklade i Sovjetunionen under slutet av 1970-talet. NATO-rapporteringsnamn för båda är SS-N-16 Stallion.
Förkortningen RPK står för Raketnyj Protivolodotjnaja Kompleks (ubåtsjaktrobotsystem) och finns i två varianter:
- RPK-6 Vodopad på ytfartyg
- RPK-7 Veter på ubåtar

Båda systemen använder sig av samma robotar. Robotarna finns i tre varianter:
- 86R – Variant med en 400 mm målsökande UMGT-1 torped. Torpeden separeras från roboten strax innan nedslag och faller de sista metrarna i fallskärm. När torpeden når vattnet lösgörs fallskärmen och torpeden påbörjar ett förprogrammerat sökmönster.
- 88R – Variant med en atomladdad sjunkbomb.
- 100RU – Förbättrad variant med målsökande torped. Räckvidden är ökad till 100–120 km.

Robotarna utvecklades för att ersätta RPK-3 Metel på ytfartyg och för att ge ubåtar med 650 mm torpedtuber ett alternativ till RPK-2 Vjuga.